# Grace Kelly (歌曲)
《Grace Kelly》是英國歌手Mika的歌曲。該曲作為 Mika 的首張錄音室專輯《Life in Cartoon Motion》（2007年）的主打單曲，於2007年1月8日發行。這首歌由 Mika 與 Jodi Marr、John Merchant 以及 Dan Warner 共同創作，並由格雷格·威爾斯製作與混音。
這首歌在英國單曲排行榜上首次登場即排名第三，在英國單曲下載榜登上冠軍。一週後，它憑藉純粹的下載銷售數據就躍升至英國單曲榜榜首，成為繼 Gnarls Barkley 的〈Crazy〉之後第二首僅靠下載就登頂的歌曲。該曲在英國單曲榜上蟬聯五週冠軍，並以該年英國第三暢銷單曲的成績結束2007年。在美國，《Grace Kelly》於2007年1月16日開放數位下載。此曲也在《MTV Asia》公布的2007年度百大金曲中排名第89。這首歌旨在諷刺那些為了迎合市場而改變風格的音樂人。
歌曲名稱取自榮獲奥斯卡金像奖的美國影劇女星，同時也是摩納哥親王妃的格蕾丝·凯利。歌曲中的對話片段來自格蕾丝·凯利主演的電影《鄉下姑娘》。Mika 表示，這首歌的靈感來自他與唱片公司高層發生不愉快的經歷，當時對方建議他應該更像 克雷格·大衛。歌詞中的「So I tried a little Freddie」則是在致敬皇后合唱團的弗雷迪·默丘里，因為 Mika 的嗓音常被拿來與他相比。Mika 也曾在節目上表示，他在這首歌中採用了歌劇《塞維利亞的理髮師》中 Figaro 著名詠嘆調〈Largo al factotum〉的主旋律。Mika 曾在慕尼黑舉辦的 2007年MTV歐洲音樂大獎及倫敦伯爵宮展覽中心舉行的2008年全英音樂獎上演唱此曲。該曲曾獲提名英國最佳單曲獎，但最終敗給接招的〈Shine〉。根據官方榜单公司，這首歌在英國的銷量已超過180萬張。

## 背景與創作
Mika 在感到唱片公司高層要求他改變音樂風格、迎合主流流行市場後，寫下了這首歌以抒發憤怒。在歌中，Mika 表達出他可以假裝成任何人來迎合他人期待——這裡他選擇了充滿魅力的女演員格蕾丝·凯利作為象徵。他表示，當時唱片公司希望他在外型與音樂風格上都能模仿當時在英國非常受歡迎的克雷格·大衛，但他拒絕了這種做法，並創作〈Grace Kelly〉以展現自己的獨特性。這首歌的旋律基於歌劇《塞維利亞的理髮師》中著名詠嘆調〈Largo al factotum〉。整首歌以G大調為主。

## 評價
這首歌獲得了音樂評論家的普遍好評。來自 AllMusic 的 Heather Phares 給予這首歌正面評價，她寫道：「Mika的單曲是他最迷人的時刻，包括《Grace Kelly》的陽光氣息，它在短短三分鐘內塞入了踢踏舞節奏、電影對白、艾爾頓·強的鋼琴、弗雷迪·默丘里的和聲，以及布赖恩·梅的吉他。」
來自 PopMatters 的 Christian John Wikane 詳細地探討了Mika與弗雷迪·默丘里之間的比較，指出：「他聽起來非常像弗雷迪·默丘里，並將這種影響力視為一種榮耀的徽章，甚至在第一段歌詞中直接點名這位已故皇后合唱團主唱。Mika在弗雷迪·默丘里滿載戲劇張力的嗓音與他自己強而有力的假音之間搖擺不定，在歌中他誠摯地重複問著『你為什麼不喜歡我？』，整整問了12次。」
《Entertainment Weekly》的 Beth Johnson 表示：「沒有什麼能比得上〈Grace Kelly〉那種水晶般震撼的歡騰感。」
musicOMH 的 John Murphy 評價道：「這是一首宏大、歡樂、傻氣的流行樂，唯一的風險是你可能很快就會聽膩它。」
來自 BBC Music 的 Lizzie Enever 直接表示：「〈Grace Kelly〉是一首絕佳的流行歌曲——旋律朗朗上口，你忍不住跟著唱；即使幾天後它還在你腦海中迴盪讓人抓狂，你還是會忍不住一聽再聽——這就是無懈可擊的特質。」
同樣來自 About.com 的 Graham Griffith 表示，這首歌是「一首無比迷人且令人上癮的流行寶石。」
但也有負面評價，來自《Stylus Magazine》的 Dom Passantino 批評這首歌：「這首歌似乎暗示 Mika 對音樂劇有某種程度的熱愛，因為它處處充滿百老匯式的浮誇，以及老套的敘事嘗試。但問題是：他根本沒什麼故事好講，只是一張化妝品帳單。他在歌中唱著『我是不是太骯髒？我是不是太風騷？』」

## 殊榮
在2007年世界音樂獎上，Mika獲得了以下獎項：英國最暢銷藝人、新人最暢銷藝人、最暢銷男藝人，以及全球最暢銷流行搖滾男歌手。

## 現場表演與翻唱版本
- 美國偶像前50強選手 Josiah Leming 在好萊塢回合為評審演唱了這首歌，獲得高度讚賞。
- 2007年 Mika 的版本收錄於合輯專輯《The Saturday Sessions: The Dermot O'Leary Show》。
- Mika 於2007年1月19日，在《The Friday Night Project》第四季第三集中演唱此曲，當集主持人為詹姆斯·内斯比特。
- The Whiffenpoofs 於2010年12月6日在《The Sing-Off》節目中演唱了這首歌。
- Bindi Irwin 與德瑞克·霍夫在Dancing with the Stars (U.S. season 21)》中搭配此曲演出。
- Josef Fečo 於2019年3月1日在《The Voice Česko Slovensko》中演唱此曲。
- 2021年9月，TikTok 上掀起一股挑戰熱潮，用戶（包含萊恩·雷諾斯和威爾·法洛）會錄下自己演唱副歌中各聲部的影片，將其層層疊加形成完整的和聲。這段副歌的音域跨度達到十三度，甚至比〈美国国歌〉還寬一個全音。[16]
- 2022年5月，Mika 在他擔任主持人的2022年欧洲歌唱大赛中場演出時，於混合曲環節中表演了此曲。

## 惡搞與改編
- Rory Bremner 錄製了一個惡搞版本，用以諷刺英國首相戈登·布朗所面臨的問題。
- Amateur Transplants 在他們2008年的專輯《Unfit to Practise》中收錄了一首名為〈Libel Case〉的歌曲，為對此曲的惡搞版本。
- Subwoolfer 發行了一首名為〈Space Kelly〉的惡搞歌曲，改編自 Mika 的〈Grace Kelly〉，作為對 2022年歐洲歌唱大賽競爭對手 的惡搞總結，同時也戲謔他們尚未公開的真實身份。

## 音樂錄影帶
〈Grace Kelly〉的音樂錄影帶由導演Sophie Muller執導，主演為Mika與未來成為歌手的Mae Muller，她是Sophie的姪女。
該影片於2006年11月初拍攝，並曾獲多項國際獎項提名。影片開頭的器樂引子取自本專輯部分版本中收錄的〈Grace Kelly〉原聲吉他版本。音樂錄影帶於2007年1月15日在MTV首播。

## 官方重混版
- "Grace Kelly" – 3:07
- "Grace Kelly" (Acoustic Version) – 3:07
- "Grace Kelly" (Bimbo Jones Remix Edit) – 3:00
- "Grace Kelly" (Bimbo Jones Remix) - 6:26
- "Grace Kelly" (Les Grandes Gueules Version) - 3:07
- "Grace Kelly" (Linus Loves Radio Edit) – 3:20
- "Grace Kelly" (Linus Loves Full Vocal Remix) – 6:46
- "Grace Kelly" (Linus Loves Dub Remix) – 6:40
- "Grace Kelly" (Pull Tiger Tail Remix) – 4:26
- "Grace Kelly" (Tom Neville Full Vocal Remix) – 6:48
- "Grace Kelly" (Tom Neville Dub Remix) – 7:08

## 榜單表現
本曲在英國與愛爾蘭排行榜上皆獲得冠軍。這是英國史上第二首未發行實體唱片就登上排行榜冠軍的單曲（第一首是Gnarls Barkley的《Crazy》）。在美國市場，該曲在Billboard百強單曲榜上最高排名為第57名。
2007年12月，觀察家報音樂月刊曾詢問 Mika 對於這首歌在英國奪冠的感想，他回應道：「非常不真實。到現在還是覺得不真實。這只是我在房間裡寫的一首歌。當我寫完〈Grace Kelly〉時，我人生中的一切都受到質疑——我在試著找出自己未來要做什麼、試著成為一個音樂人、成為一個獨立的個體，給自己一絲絲擁有感情關係的機會。我只是試著在腦中釐清一切。這首歌總結了所有這些掙扎。」
此曲曾在英國、捷克、愛爾蘭、義大利、挪威與土耳其的單曲榜上登頂。在法國，該曲在實體銷售排行榜上排名第82，但在數位銷售榜上則達到第2名，總銷量超過50,000張。全球銷量已超過500萬。

## 曲目列表
澳大利亞單曲CD
1. "Grace Kelly" – 3:08
2. "Grace Kelly" (Linus Loves Radio Edit) – 3:20
3. "Over My Shoulder" – 4:44
4. "Grace Kelly" (Video)

英國單曲CD
1. "Grace Kelly" – 3:08
2. "Grace Kelly" (Linus Loves Radio Edit) – 3:20
3. "Over My Shoulder" – 4:44

限量版7吋黑膠唱片
1. "Grace Kelly" – 3:07
2. "Satellite" – 4:15

英國12吋黑膠唱片
1. "Grace Kelly" (Linus Loves Full Vocal Remix) – 6:46
2. "Grace Kelly" (Linus Loves Dub Remix) – 6:40
3. "Grace Kelly" (Tom Neville Full Vocal Remix) – 6:48
4. "Grace Kelly" (Tom Neville Dub Remix) – 7:08